# Kazachstanskaja prawda
Kazachstanskaja prawda (ros. Казахстанская правда) – kazachski dziennik rosyjskojęzyczny ukazujący się od 1 stycznia 1920 roku.
Początkowo gazeta ukazywała się jako tygodnik Известия Киргизского Края (Wiadomosci z Kirgiskiego Kraju). Wydawana była co czwartek w Orenburgu jako medialny tytuł władz Kirgiskiej Autonomicznej Socjalistycznej Republiki Radzieckiej. Od listopada 1923 roku ukazuje się jako gazeta codzienna, a 20 stycznia 1932, decyzją III Plenum Kazachstańskiego Komitetu Regionalnego tytuł zmieniono na obowiązujący do dziś.
Celem Kazachstanskiej prawdy jest przekazywanie najważniejszych informacji dotyczących życia w kraju. Dziennik jest wydawany we wszystkich regionach w kraju i swoją tematyką obejmuje wydarzenia polityczne, ekonomiczne, społeczne oraz szczegółowe informacje na temat sytuacji w regionach, w tym materiały analityczne dotyczących problemów pojawiających się w społeczeństwie.